# Biografielijst Me

## Mea

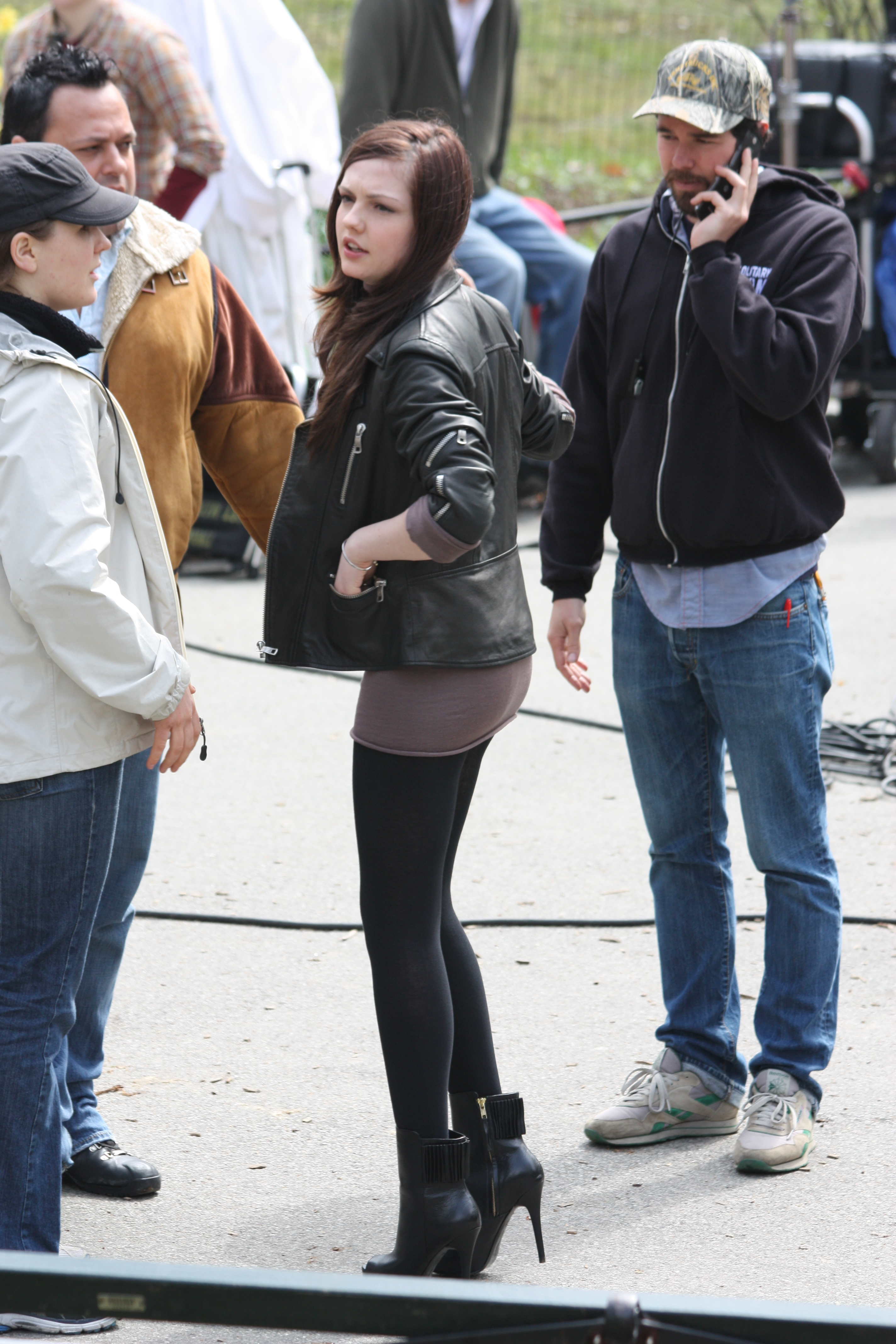
Emily Meade (2009)

- Michael Meacher (1939-2015), Brits politicus
- Carver Mead (1934), Amerikaans elektrotechnicus
- Courtland Mead (1987), Amerikaans (stem)acteur
- Emily Meade (1989), Amerikaans actrice
- Jenny Meadows (1981), Brits atlete
- Colm Meaney (1953), Iers acteur
- Derek Mears (1972), Amerikaans acteur, filmproducent, scenarioschrijver en stuntman
- Meat Loaf (1947-2022), Amerikaans rockzanger (Marvin Lee Aday)
- Antoine Meatchi (1915-1984), Togolees politicus
- Giuseppe Meazza (1910-1979), Italiaans voetballer

## Meb
- Fouad Mebazaa (1933-2025), Tunesisch politicus

## Mec
- Adel Mechaal (1990), Marokkaans-Spaans atleet
- Philip Mechanicus (1889-1944), Joods-Nederlands journalist en Holocaustslachtoffer
- Philip Mechanicus (1936-2005), Nederlands fotograaf en publicist
- Brandon Mechele (1993), Belgisch voetballer
- Clous van Mechelen (1942), Nederlands muzikant
- Maximilian Mechler (1984), Duits schansspringer
- Mechtild van Nassau (1280-1323), Duits hertogin en paltsgravin
- András Mechwart (1834-1907), Hongaars industrieel

## Med

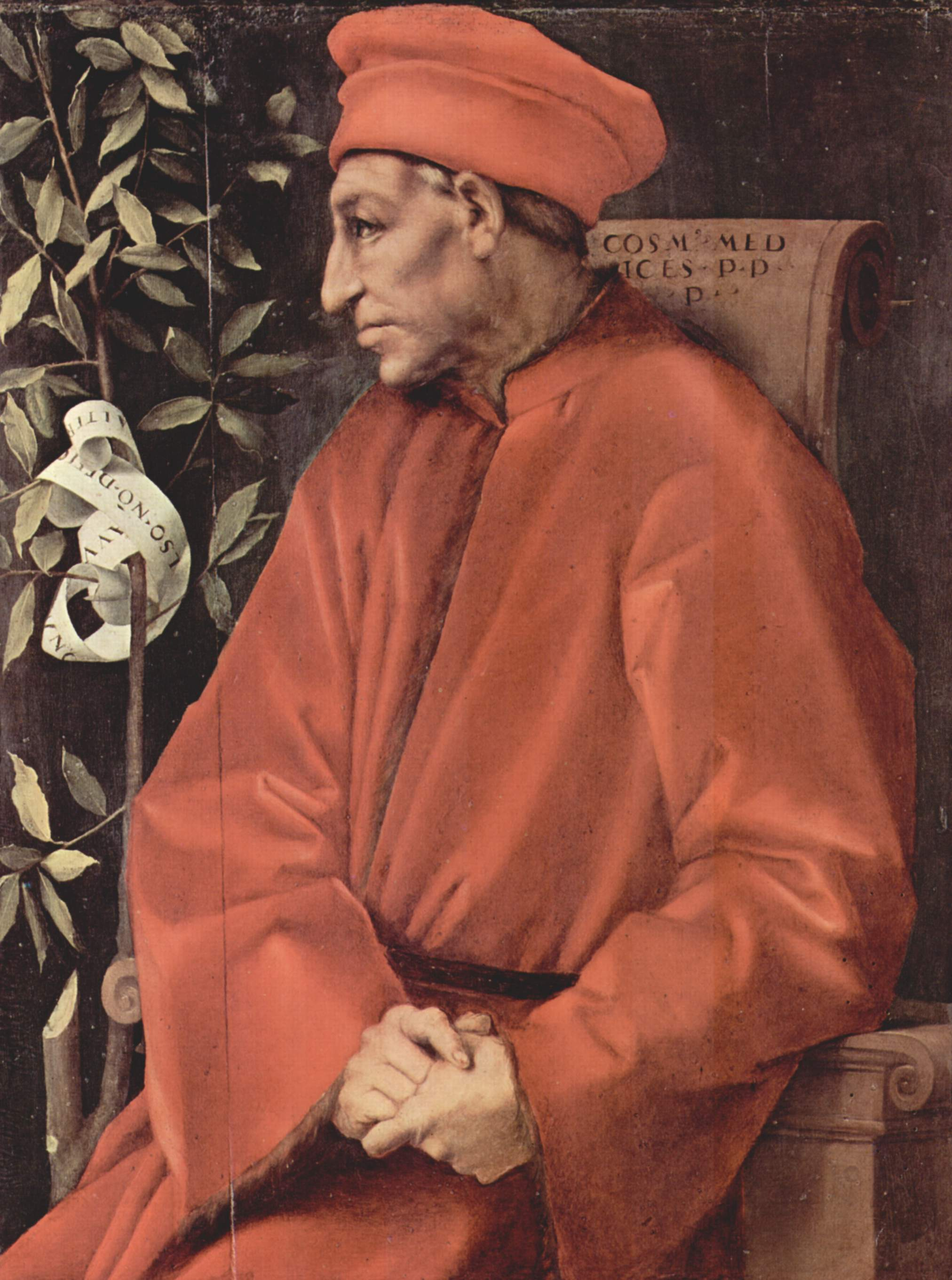
Cosimo' de Medici

- Peter Medawar (1915-1987), Braziliaans-Brits medicus en Nobelprijswinnaar
- Abdelwahab Meddeb (1946), Tunesisch-Frans schrijver
- Etiene Medeiros (1991), Braziliaans zwemster
- Henk Medema (1950-2024), Nederlands uitgever en schrijver
- Hernán Medford (1968), Costa Ricaans voetballer en voetbalcoach
- Péter Medgyessy (1942), Hongaars econoom en politicus
- Giovanni di Bicci de' Medici (1360-1429), Italiaans bankier, stamvader van de Medici-familie
- Cosimo de' Medici (1389-1464), Florentijns zakenman en politicus
- Cosimo de' Medici (1519-1574), groothertog van Toscane
- Giuliano de' Medici (1479-1516), Florentijns politicus
- Lorenzo I de' Medici (1449-1492), Florentijns politicus en zakenman
- Piero di Cosimo de' Medici (1414-1469), Florentijns zakenman en politicus
- Piero di Lorenzo de' Medici (1471-1503), Florentijns politicus
- Francisco Medina (1981), Spaans voetballer (Piti)
- José María Medina (1826-1878), Hondurees president
- Roberto Medina (1949), Braziliaans ondernemer en reclamedeskundige
- Anabel Medina Garrigues (1982), Spaans tennisster
- Klaudia Medlová (1993), Slowaaks snowboardster
- Petr Medoelitsj (1991), Russisch freestyleskiër
- Amira Medunjanin (1972), Bosnisch zangeres
- Haris Međunjanin (1985), Bosnisch-Nederlands voetballer
- Dirk Medved (1968), Belgisch voetballer
- Andrej Medvedev (1974), Oekraïens tennisser
- Dmitri Medvedev (1965), Russisch politicus
- Zjores Medvedev (1925-2018), Sovjet-Georgisch agronoom, bioloog, geschiedkundige en dissident
- Jevgenia Medvedeva (1999), Russisch kunstschaatsster

## Mee
- Bep du Mée (1914-2002), Nederlands atlete
- Govert du Mee (ca. 1705-ca. 1760), Nederlands schout
- Stef Meeder (1935-2024), Nederlands organist
- Boebi van Meegeren (1924-2017), Nederlands tennisser
- Han van Meegeren (1889-1947), Nederlands schilder en kunstvervalser
- Joe Meek (1929–1967), Engels muziekproducent en liedjesschrijver
- Patrick Meek (1985), Amerikaans langebaanschaatser
- Jaap van Meekren (1923-1997), Nederlands tv-journalist en tv-presentator
- Edward Meeks (1931-2022), Amerikaanse acteur
- Mendy Meenderink (1983), Nederlands paralympisch sportster
- Pim van de Meent (1937-2022), Nederlands voetballer en voetbaltrainer
- Aggie van der Meer (1927-2023), Nederlands (Fries) schrijfster en dichteres
- Annie van der Meer (1947), Nederlands langeafstandsloopster
- Frits van der Meer (1904-1994), Nederlands kunsthistoricus, literator en priester
- Marian van der Meer (1936-2022), Nederlands politica
- Maud van der Meer (1992), Nederlands zwemster
- Olga van der Meer (1963), Nederlands schrijfster
- Robin van der Meer (1995), Nederlands voetballer
- Simon van der Meer (1925-2011), Nederlands Nobelprijswinnaar natuurkunde
- Piet Meerburg (1919-2010), Nederlands verzetsheld, mede-oprichter Filmmuseum en theaterexploitant
- Ben van Meerendonk (1913-2008), Nederlands fotojournalist
- Gianni Meersman, (1985), Belgisch wielrenner
- Luc Meersman (1960), Belgisch wielrenner
- Maurice Meersman (1922-2008), Belgisch wielrenner
- Patrick Meersschaert (1959-2010), Belgisch mountainbiker
- Geertje Meersseman (1953), Belgisch atlete
- Bert Meerstadt (1960), president-directeur Nederlandse Spoorwegen
- Henri Meert (1920-2006), Belgisch voetballer
- Hippoliet Meert (1865-1924), Belgisch taalkundige, hoogleraar en Vlaams activist
- Leo Meert (1978), (1880-1963), Belgisch industrieel, schrijver en Vlaams activist
- Nina Meert (?), Belgisch modeontwerpster
- Pieter Meert (ca. 1620-1669), Zuid-Nederlands barokschilder
- Stijn Meert (1978), Belgisch voetballer
- Wilfried Meert (1945), Belgisch journalist en sportbestuurder
- Piet Meertens (1899-1985), Nederlands letterkundige, dialectoloog en volkskundige
- Arthur Meerwaldt (1918-1945), Nederlands advocaat, griffier, journalist en verzetsstrijder
- Conno Mees (1894-1978), Nederlands uitgever
- Rudolf Mees (1931-2010), Nederlands bankier
- Philibert Mees (1929-2006), Vlaams componist, pianist en misdaadslachtoffer
- Victor Mees (1927-2012), Belgisch voetballer
- Eibert Meester (1919-1999), Nederlands politicus
- Friso Meeter (1936-2025), Nederlands advocaat-curator en politicus
- Lodewijk Meeter (1915-2006), Fries-Nederlands skûtsjeschipper
- Guus Meeuwis (1972), Nederlands zanger
- Jacobus Cornelius Meeuwissen (1847-1916), apostolisch vicaris van Suriname

## Meg
- Liliane Meganck (1958), Belgisch atlete
- Megawati Soekarnoputri (1947), Indonesisch president
- Hippolyte Mège-Mouriès (1817-1880), Frans industrieel scheikundige en uitvinder van margarine
- James Megellas (1917-2020), Amerikaans militair
- Robert Megennis (2000), Amerikaans autocoureur
- Sami Meguetounif (2004), Frans autocoureur

## Meh
- Franz Mehring (1846-1919), Duits historicus, publicist en politicus
- Zubin Mehta (1936), Indiaas dirigent
- Elise Mehuys (1995), Belgisch atlete

## Mei

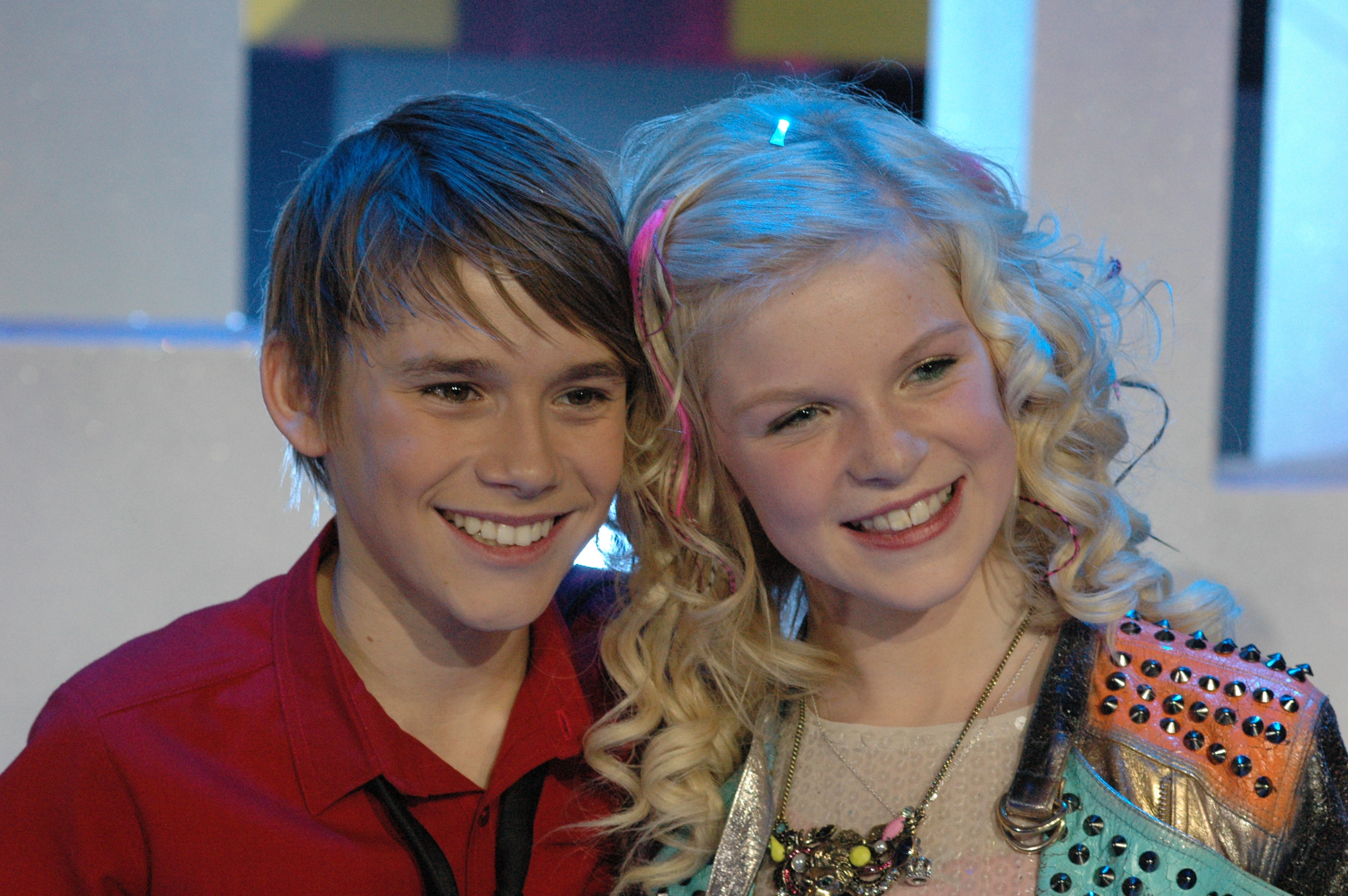
Femke Meines (rechts)

- Durk van der Mei (1924-2018), Nederlands politicus
- Dominik Meichtry (1984), Zwitsers zwemmer
- Anne van der Meiden (1929), Nederlands communicatiewetenschapper en theoloog
- Pim van der Meiden (1941), Nederlands geschiedkundige en vertaler
- Bernd Meier (1972-2012), Duits voetbaldoelman
- Norbert Meier (1958), Duits voetbalcoach
- Sarah Meier (1984), Zwitsers kunstschaatsster
- Urs Meier (1959), Zwitsers voetbalscheidsrechter
- Johann Wilhelm Meigen (1764-1845), Duits entomoloog
- Femke van der Meij (1985), Nederlands atlete
- Jette van der Meij (1954), Nederlands actrice
- Aad Meijboom (1951), Nederlands politiefunctionaris
- Henk van der Meijden (1937), Nederlands journalist
- Ruth van der Meijden (1984), Nederlands atlete
- Aad Meijer (1942-1994), Nederlands politicus
- Arnold Meijer (1905-1965), Nederlands fascistisch politicus en collaborateur
- Chris Meijer (1917-1940), Nederlands militair
- Eduard Meijer (1878-1929), Nederlands zwemmer en waterpoloër
- Frans Meijer (1953), Nederlands crimineel
- Hendrik Arnold Meijer (1810-1854), Nederlands dichter en militair
- Henny Meijer (1962), Surinaams-Nederlands voetballer
- Herman Meijer (1947), Nederlands architect, stedenbouwkundige, homoactivist en politicus
- Ischa Meijer (1942-1995), Nederlands journalist, televisiepresentator en schrijver
- Jan Meijer (1921-1993), Nederlands atleet
- Johnny Meijer (1912-1992), Nederlands accordeonist
- Maaike Meijer (1949), Nederlands neerlandica en literatuurwetenschapper
- Mariane Antoinette Meijer (1804-1886), Nederlands kunstschilder
- Menno Meijer (1930-2022), Nederlands edelsmid en beeldhouwer
- Saskia Meijer (1979), Nederlands atlete
- Theo Meijer (1947-2023), Nederlands politicus
- Wim Meijer (PSP) (1923-2001), Nederlands politicus
- Wim Meijer (PvdA) (1939), Nederlands politicus
- Eduard Meijers (1880-1954), Nederlands rechtsgeleerde
- Frans Meijers (1913-1999), Nederlands kunstenaar en verzetsstrijder
- Josan Meijers (1955), Nederlands politicus
- Pauke Meijers (1934-2013), Nederlands voetballer
- Mareille Meijering (1995), Nederlands wielrenster
- Aleida Meijs (1936), Nederlands humanist
- Arno Meijs (1941), Nederlands architect
- Doeschka Meijsing (1947-2012), Nederlands schrijfster
- Geerten Meijsing (1950), Nederlands schrijver en vertaler
- Christoph Meili (1968), Zwitsers-Amerikaans bankmedewerker en 'klokkenluider'
- Katie Meili (1991), Amerikaans zwemster
- Song Meiling (1897-2003), Chinees echtgenote van Tsjang Kai Tsjek
- Loïc Meillard (1996), Zwitsers alpineskiër
- Mélanie Meillard (1998), Zwitsers alpineskiester
- Rūta Meilutytė (1997), Litouws zwemster
- Jacob Meinen (1899-1961), Nederlands architect
- Femke Meines (2000), Nederlands zangeres
- Ted Meines (1921-2016), Nederlands verzetsman, luitenant-generaal en oprichter Stichting Veteranen Platform
- Aage Meinesz (1942-1985), Nederlands crimineel
- Felix Vening Meinesz (1887-1966), Nederlands geofysicus en geodeet
- Ulrike Meinhof (1934-1976), Duits journaliste en terroriste
- Lenze Meinsma (1923-2008), Nederlands arts
- Gais Meinsma-Greydanus (1926-2019), Fries kaatsster, bestuurder en activiste
- Johannes Meintjes (1923-1980), Zuid-Afrikaans schrijver en schilder
- Golda Meïr (1898-1978), Israëlisch diplomaat, politicus en premier
- Cildo Meireles, Braziliaans beeldhouwer en installatie- en conceptueel kunstenaar
- Fré Meis (1921-1992), Nederlands politicus en Tweede Kamerlid
- Sylvie Meis (1978), Nederlands actrice en presentatrice
- Ruud Meischke (1923-2010), hoogleraar, ingenieur architect, monumentenzorger
- Susan Meiselas (1948), Amerikaans fotografe
- Dow Ber Meisels (1798-1870), Pools rabbijn en politicus
- Hans Meiser (1946-2023), Duits presentator en journalist
- Bess Meisler, Amerikaans actrice
- Randy Meisner (1946-2023), Amerikaans zanger en basgitarist
- Walther Meissner (1882-1974), Duits natuurkundige
- Ben Youssef Méité (1986), Ivoriaans atleet
- Maé-Bérénice Méité (1994), Frans kunstschaatsster
- Lise Meitner (1878-1968), Oostenrijks wetenschapper

## Mej
- Bent Mejding (1937-2024), Deens acteur, toneelspeler, regisseur en theaterdirecteur
- Kristine Mejia, Amerikaans actrice, filmregisseuse en scenarioschrijfster
- Marie Mejzlíková (1903-1994), Tsjecho-Slowaaks atlete

## Mek
- Ahmed Mekehout (1983), Algerijns voetballer
- Danny Mekic' (1987), Nederlands ondernemer
- Andreas Meklau (1967), Oostenrijks motorcoureur
- Abebe Mekonnen (1964), Ethiopisch atleet
- Tsegaye Mekonnen (1995), Ethiopisch atleet

## Mel

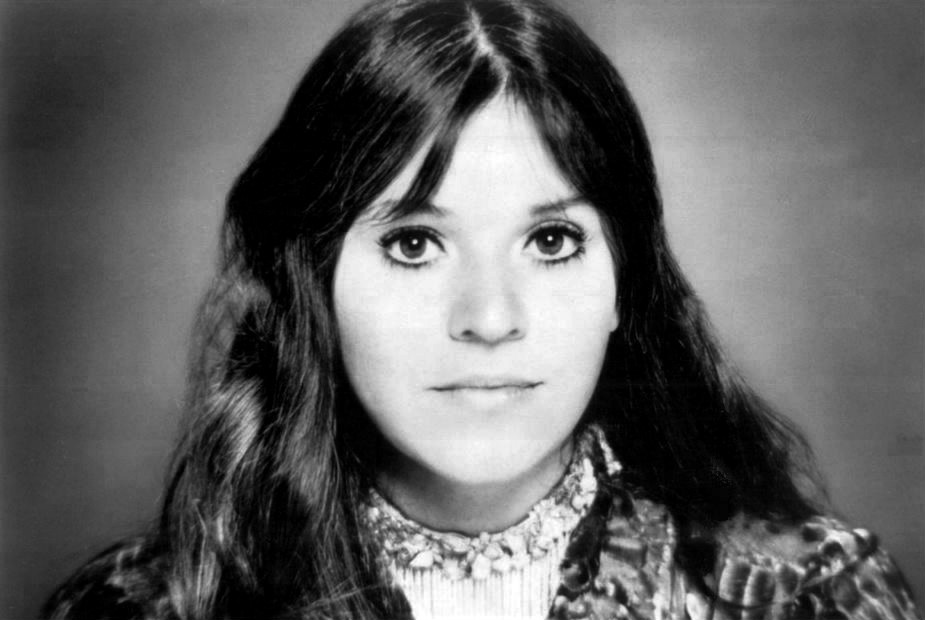
Melanie

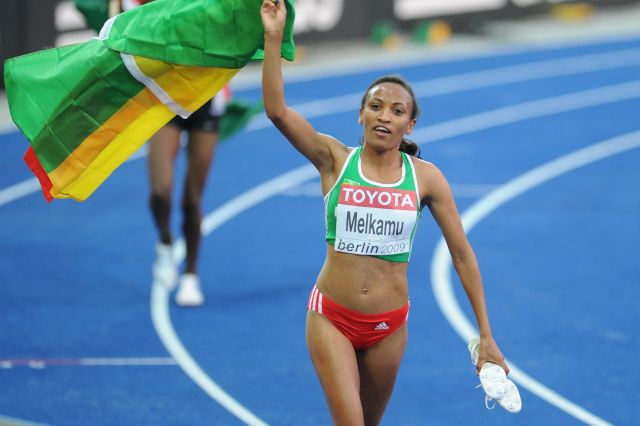
Meselech Melkamu

- Michael Mel (1959), Papoea-Nieuw-Guinees kunstwetenschapper, filosoof, musicus en toneelschrijver
- Odyssefs Meladinis (1990), Grieks zwemmer
- Alfred Melai (1918-2008), Nederlands jurist
- Fred Melamed (1956), Amerikaans acteur en toneelschrijver
- Marco Melandri (1982), Italiaans motorcoureur
- Melanie (1947-2024), Amerikaans zangeres
- Oskars Melbārdis (1988), Lets bobsleeër
- Gari Melchers (1860-1932), Amerikaans kunstschilder
- Jan Melchers (1906-2004), Nederlands sportbestuurder
- Hans Melchers (1938-2023), Nederlands zakenman
- Mirjam Melchers (1975), Nederlands wielrenster
- Martin Melchers (1944), Nederlands bioloog
- Willy Melchers (1948), Nederlands voetballer
- Alejandro Melchor sr. (1900-1947), Filipijns civiel ingenieur, militair en kabinetslid
- Meleager van Gadara (1e eeuw v.Chr.), Grieks dichter en poëziebloemlezer
- Dejan Meleg (1994), Servisch voetballer
- Ragnar Melén (1895-1961), Zweeds atleet
- Irina Melesjina (1982), Russisch atlete
- José Milton Melgar (1959), Boliviaans voetballer, voetbalcoach en politicus
- Harry Clemens Melges (1930-2023), Amerikaans zeiler
- Nika Melia] (1979), Georgisch politicus
- Salome Melia (1987), Georgisch schaakster
- Georges Méliès (1861-1938), Frans filmmaker
- Petre Melikisjvili (1850-1927), Georgisch scheikundige
- Doina Melinte (1956), Roemeens atlete
- An Melis (1965), Belgisch schrijfster en illustratrice
- Angelo van Melis (1975), Nederlands wielrenner
- Cornelia Melis (1960), Arubaans atlete
- Harry Melis (1957), Nederlands voetballer
- Henricus Melis (1845-1923), Nederlands kunstschilder
- Hubert Melis (1872-1949), Belgisch schrijver en Vlaams activist
- Jasper Melis (1985), Belgisch wielrenner
- Louis Melis (1929-1987), Belgisch syndicalist
- Manon Melis (1986), Nederlands voetbalster
- Marcello Melis (1939-1994), Italiaans jazzbassist en jazzcomponist
- Mirella van Melis (1979), Nederlands wielrenster en veldrijdster
- Noud van Melis (1924-2001), Nederlands voetballer
- René Melis (1946), Belgisch schrijver en journalist
- Roland Melis (1974), Nederlands triatleet
- Sarah Melis (2000), Belgisch antivaccinatieactiviste
- Willem Melis (1907-1984), Belgisch advocaat, ambtenaar, journalist en politicus
- Meselech Melkamu (1985), Ethiopisch atlete
- Nigel Melker (1991), Nederlands autocoureur
- Ad Melkert (1956), Nederlands politicus
- Jeroen Melkert (1963), Nederlands beeldhouwer en installatiekunstenaar
- Randle Mell (1951), Amerikaans acteur
- Emiel Mellaard (1966), Nederlands atleet
- Olof Mellberg (1977), Zweeds voetballer
- Craig Mello (1960), Amerikaans biochemicus
- Evaldo Cabral de Mello (1936), Braziliaans historicus en geschiedschrijver
- Sérgio Vieira de Mello (1948-2003), Braziliaans diplomaat
- Cândido Firmino de Mello-Leitão (1886-1948), Braziliaans zoöloog
- Macedonio Melloni (1798-1854), Italiaans natuurkundige
- Fleur Mellor (1936), Australisch atlete
- Faina Melnik (1945-2016), Sovjet-Russisch/Oekraïens atlete
- Boris Melnikov (1938-2022), Sovjet-Russisch schermer
- Andrej Melnitsjenko (1992), Russisch langlaufer
- Dario Melnjak (1992), Kroatisch voetballer
- Hanna Melnytsjenko (1983), Oekraïens atlete
- Jose Melo (1932-2020), Filipijns jurist
- Marcelo Melo (1983), Braziliaans tennisser
- Godefridus Andreas Melort van Middelharnis (1792-1870), Nederlands jurist
- Sara Melson, Amerikaans actrice en zangeres
- Katie Melua (1984), Georgisch-Brits musicus en zangeres
- Kiah Melverton (1996), Australisch zwemster
- Herman Melville (1819-1891), Amerikaans schrijver
- Julius Melzer (1878-1934), Braziliaans entomoloog
- Jürgen Melzer (1981), Oostenrijks tennisser

## Men

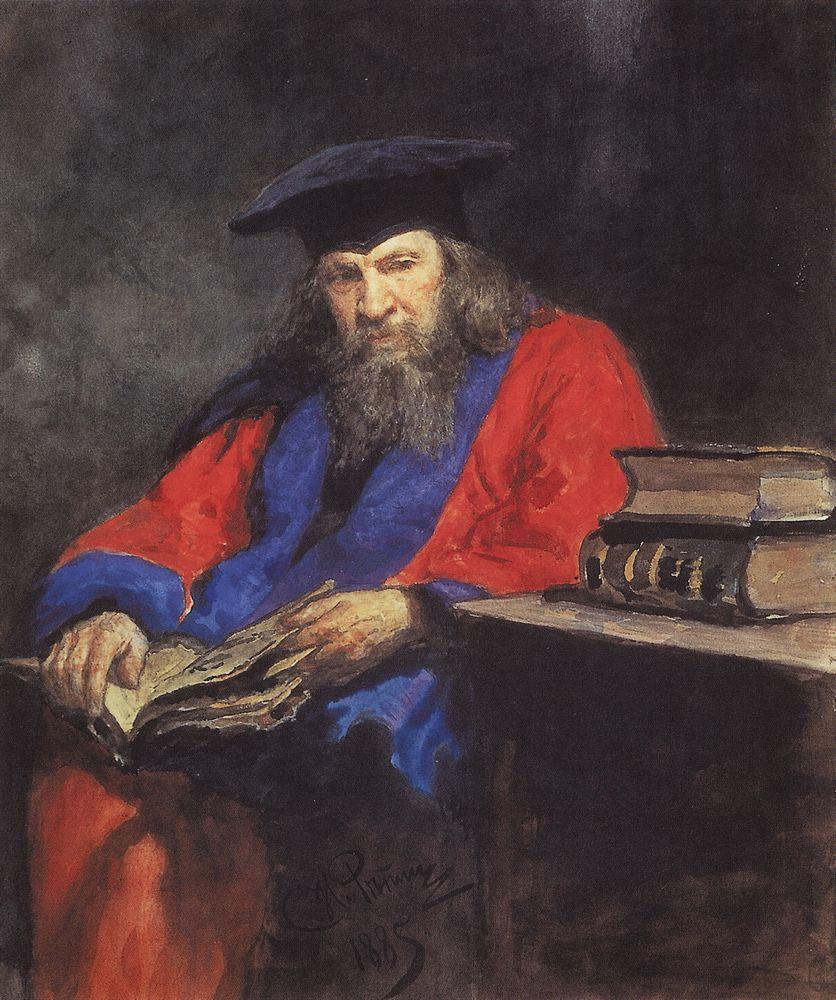
Dmitri Mendelejev

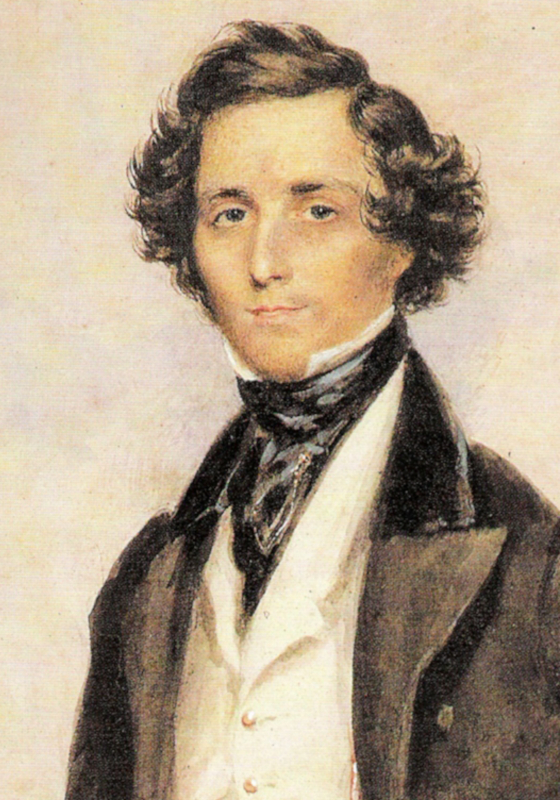
Felix Mendelssohn-Bartholdy

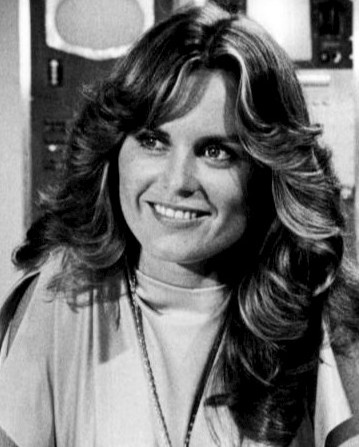
Heather Menzies

- Maria Mena (1986), Noors popzangeres
- Jacques de Menasce (1905-1960), Oostenrijks-Amerikaanse pianist en componist
- Diego Menchaca (1994), Mexicaans autocoureur
- Iván Menczel (1941-2011), Hongaars voetballer
- Gregor Mendel (1822-1884), Tsjechisch-Oostenrijks Augustijn, plantkundige en geneticus
- Stephen Mendel, Canadees acteur
- Dmitri Mendelejev (1824-1907), Russisch scheikundige
- Maup Mendels (1868-1944), Nederlands politicus, journalist en advocaat
- Carol Mendelsohn (1951), Canadees tv-schrijfster
- Erich Mendelsohn (1887-1953), Duits architect
- Felix Mendelssohn Bartholdy (1809-1847), Duits componist
- Dorothy Reed Mendenhall (1874-1964), Amerikaanse arts
- Bob Mendes (1928-2021), Vlaams schrijver
- Carlos Mendes (1947), Portugees zanger, componist en acteur
- Magda Mendes, Portugees zangeres
- Manoel Mendes (ca. 1547-1612), Portugees componist
- Maria João Mendes (1985), Portugees zangeres
- Sérgio Mendes (1941-2024), Braziliaans muzikant
- Maurits Benjamin Mendes da Costa (1851-1938), Nederlands schrijver
- David Mendes da Silva (1982), Nederlands voetballer
- Bruno Méndez (1990), Spaans autocoureur
- Edison Méndez (1979), Ecuadoraans voetballer
- Santiago Méndez (1790-1870), Mexicaans politicus
- Alessandro Mendini (1931), Italiaans ontwerper
- Enrique Mendiola (1859-1914), Filipijns pedagoog
- Johannes Mendlik (1935-2022), Nederlands jurist
- Julia Mendlik (1969), Nederlands jurist
- Francesco de Mendoza (1546-1623), Spaans legeraanvoerder
- Alexis Mendoza (1961), Colombiaans voetballer en voetbalcoach
- Brillante Mendoza (1960), Filipijns filmregisseur
- Gabriel Mendoza (1968), Chileens voetballer
- Pelagia Mendoza (1867-1939), Filipijns kunstenares
- Matteo Meneghello (1981), Italiaans autocoureur
- Osleidys Menéndez (1979), Cubaans atlete
- Menes (ca. 3100 v.Chr.), farao van Egypte
- Antônio Meneses (1957-2024), Braziliaans cellist
- Gustavo Menezes (1994), Amerikaans autocoureur
- Sarah Menezes (1990), Braziliaans judoka
- Willem Mengelberg (1871-1951), Nederlands dirigent
- Josef Mengele (1911-1979), Duits SS'er, militair en nazi-kamparts
- Truus Menger-Oversteegen (1923-2016), Nederlands beeldhouwer, schilderes en verzetsstrijder in de Tweede Wereldoorlog
- Azmeraw Mengistu (1992), Ethiopisch atleet
- Prosper Menière (1799-1862), Frans geneeskundige
- Joke Menkveld (1955), Nederlands atlete
- Wilhelm Menne (1910-1945), Duits roeier
- Pietro Mennea (1952-2013), Italiaans atleet en politicus
- Alberta Mennega (1912-2009), Nederlands plantkundige
- Florian Mennigen (1982), Duits roeier
- Bhaskar Menon (1934-2021), Indiaas muziekmanager
- César Luis Menotti (1938-2024), Argentijns voetballer en voetbaltrainer
- Gian Carlo Menotti (1911-2007), Amerikaans componist
- Harry Mens (1947), Nederlands makelaar en televisiepresentator
- Isidorus van Mens (1890-1985), Nederlands kunstenaar
- Jan Mens (1897-1967), Nederlands schrijver
- Raymond Mens (1986), Nederlands politicoloog, politiek strateeg en Amerikakenner
- Janneke van Mens-Verhulst (?), Nederlands hoogleraar
- Joey Mense (1990), Nederlands paralympisch sporter
- Jenny Mensing (1986), Duits zwemster
- Onno Mensink (1946-2018), Nederlands musicoloog
- Denis Mensjov (1978), Russisch wielrenner
- Menso Johannes Menso (1903-1990), Nederlands middellange-afstandsloper
- Haye Mensonides (1814-1881), Nederlands politicus
- Wieger Mensonides (1938), Nederlands zwemmer
- Eva Ment (1606-1652), Hollands weldoenster en vrouw van o.a. Jan Pieterszoon Coen
- Pieter Menten (1899-1987), Nederlands zakenman, SS'er, oorlogsmisdadiger en kunstverzamelaar
- Danny Menting (1990), Nederlands voetballer
- Mentoehotep III (ca. 2000 v.Chr.), farao van Egypte
- Mentoehotep IV (20e eeuw v.Chr.), farao van Egypte
- Alain Menu (1963), Zwitsers autocoureur
- Adolph (von) Menzel (1815-1905), Duits kunstschilder, tekenaar en illustrator
- Jiří Menzel (1938-2020), Tsjechisch regisseur en acteur
- Heather Menzies (1949-2017), Amerikaans actrice

## Meo
- Tony Meola (1969), Amerikaans voetballer
- José Martin Meolans (1978), Argentijns zwemmer
- Fabrizio Meoni (1957-2005), Italiaans motorcoureur

## Mer

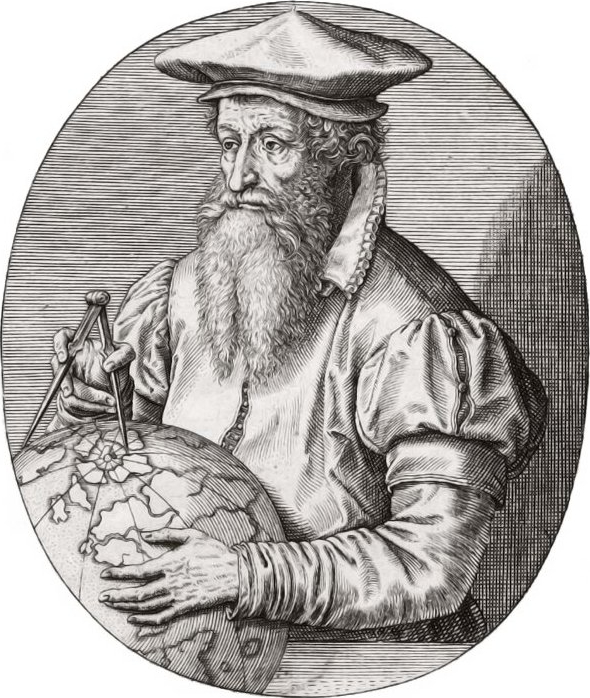
Gerardus Mercator

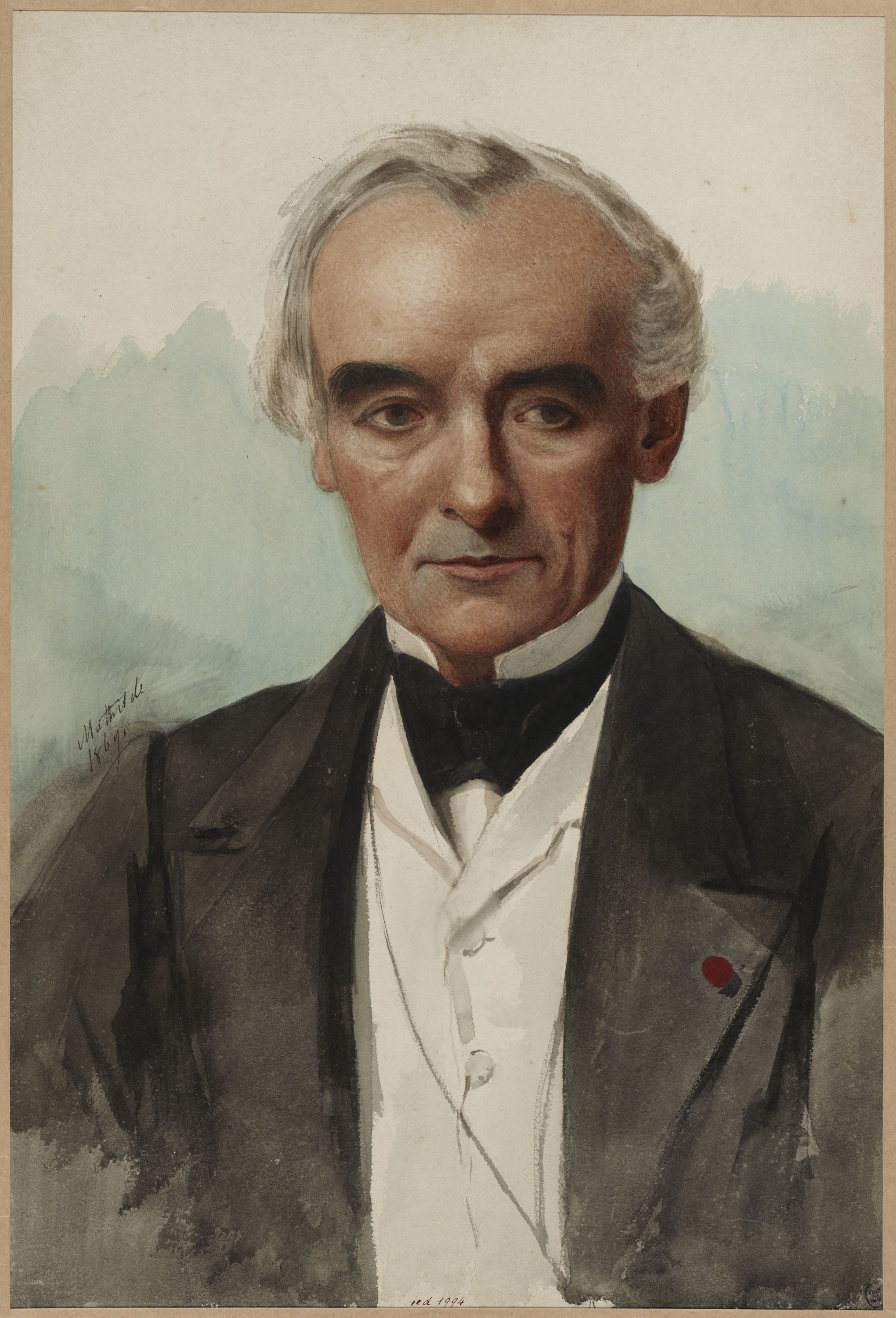
Prosper Mérimée

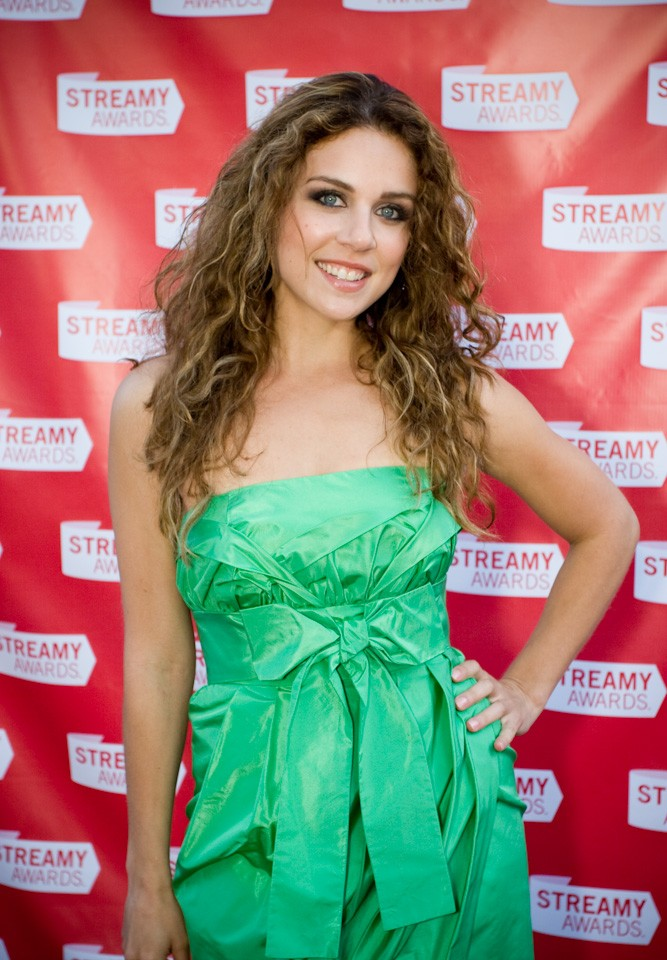
Melanie Merkosky, 2009

- Opika von Méray Horváth (1889-1977), kunstschaatsster uit Oostenrijk-Hongarije
- Na Mercadera (ca. 1245-ca. 1200), Aragonese volksheldin
- Juan Miguel Mercado (1978), Spaans wielrenner
- Leandro Mercado (1992), Argentijns motorcoureur
- Emiliano Mercado del Toro (1891-2007), Puerto Ricaans oudste mens ter wereld
- Orlando Mercado (1946), Filipijns journalist, politicus en diplomaat
- Gerard Mercator (1512-1594), Vlaams cartograaf
- Addys Mercedes (1973), Cubaans zangeres en componist
- Eugene Mercer (1888-1957), Amerikaans atleet
- Ian Mercer (1961), Brits acteur
- Ismail Merchant (1936-2005), Indiaas-Brits filmproducent
- Laurent Merchiers (1904-1986), Belgisch politicus
- Tania Merchiers (1966), Belgisch atlete
- Joseph Mercieca (1928-2016), Maltees bisschop
- Gaston Mercier (1932-1974), Frans roeier
- Isabelle Mercier (1975), Canadees pokerspeelster
- Michèle Mercier (1939), Frans actrice
- Désiré-Joseph Mercier (1851-1926), Belgisch aartsbisschop, kardinaal en metropoliet
- Louis-Sébastien Mercier (1740-1814), Frans schrijver
- Pascal Mercier (1944-2023), Zwitsers filosoof en schrijver
- Ann Mercken (1974), Belgisch atlete
- Marijke Merckens (1940-2023), Nederlands actrice en zangeres
- Adolf Merckle (1934-2009), Duits industrieel, investeerder en jurist
- Axel Merckx (1972), Belgisch wielrenner
- Eddy Merckx (1945), Belgisch wielrenner
- Eddy Merckx (1968), Belgisch biljarter
- Remy Merckx (1930-2010), Belgisch politicus
- Daniela Mercury (1965), Braziliaans zangeres
- Freddie Mercury (1946-1991), Brits popmusicus
- George Meredith (1828–1909), Engels schrijver en dichter
- Richard Meredith (1932-2025), Amerikaans ijshockeyer
- Olga Merediz (1956), Cubaans actrice
- Massimo Meregalli (1971), Italiaans motorcoureur
- Marius Meremans (1967), Belgisch politicus
- Geertruida van Merenberg (1311?-1350), Duitse adellijke vrouw
- Deriba Merga (1980), Ethiopisch atleet
- Imane Merga (1988), Ethiopisch atleet
- Ottmar Mergenthaler (1854-1899), Duits uitvinder van de linotype-zetmachine
- Aselefech Mergia (1985), Ethiopisch atlete
- Roberto Merhi (1991), Spaans autocoureur
- Robert Merhottein, (1948), Belgisch stripauteur
- Arnold Meri (1919-2009), Estisch oorlogsheld
- Lennart Meri (1929-2006), Estisch politicus, regisseur en schrijver
- Daniela Merighetti (1981), Italiaans alpineskiester
- Prosper Mérimée (1803-1870), Frans schrijver, historicus en archeoloog
- Delfina Merino (1989), Argentijns hockeyster
- Sabin Merino (1992), Spaans voetballer
- Angela Merkel (1954), Duits natuurkundige en bondskanselier
- Gustav Merkel (1827-1885), Duits componist en organist
- Max Merkel (1918-2006), Oostenrijks voetballer en voetbalcoach
- Una Merkel (1903-1986), Amerikaans filmactrice
- Melanie Merkosky, (1980), Canadees actrice
- Robert Merkoelov (1931-2022), Russisch schaatser
- Volkert Merl (1940), Duits autocoureur
- Joanna Merlin (1931-2023), Amerikaans actrice
- Marisa Merlini (1923-2008), Italiaans actrice
- Michele Merlo (1984), Italiaans wielrenner
- Thomas Mermillod Blondin (1984), Frans alpineskiër
- Fatima Mernissi (1940), Marokkaans sociologe
- Alexandre de Merode (1934-2002), Belgisch sportbestuurder en dopingbestrijder
- Robert Bruce Merrifield (1924-2006), Amerikaans biochemicus en Nobelprijswinnaar
- Aries Merritt (1985), Amerikaans atleet
- LaShawn Merritt (1986), Amerikaans atleet
- Harry Merry (1971), Nederlands singer-songwriter
- Rafael Merry del Val (1865-1930), Spaans geestelijke en kardinaal van de katholieke kerk
- John Merryweather (1932-2019), Arubaans politicus
- Félix Mersch (1911-1994), Luxemburgs schrijver en tekenaar
- Yves Mersch (1949), Luxemburgs bankier
- Marin Mersenne (1588-1648), Frans wiskundige en wetenschapper
- Joseph Rosa Merszei (1974), Macaus autocoureur
- Tomasz Merta (1965-2010), Pools onderstaatssecretaris
- Anthony Mertens (1946-2009), Nederlands literatuurcriticus
- Dries Mertens (1987), Belgisch voetballer
- Dylan Mertens (1995), Nederlands voetballer
- Hermann Friedrich Mertens (1885-1960), Nederlands architect
- Pierre Mertens (1939-2025), Belgisch schrijver en advocaat
- René Mertens (1922-2014), Belgisch wielrenner
- Thomas Mertens (1955), Nederlands rechtsfilosoof
- Willy Mertens (1944), Belgisch atleet
- Paul Merton (1957), Engels komiek en presentator
- Alan van der Merwe (1980), Zuid-Afrikaans autocoureur
- Jaap van de Merwe (1924-1989), Nederlands cabaretier en journalist
- Peter van der Merwe (1942-2016), Nederlands voetballer
- Sarel van der Merwe (1946), Zuid-Afrikaans autocoureur en rallyrijder
- Jeroen van Merwijk (1955-2021), Nederlands cabaretier

## Mes

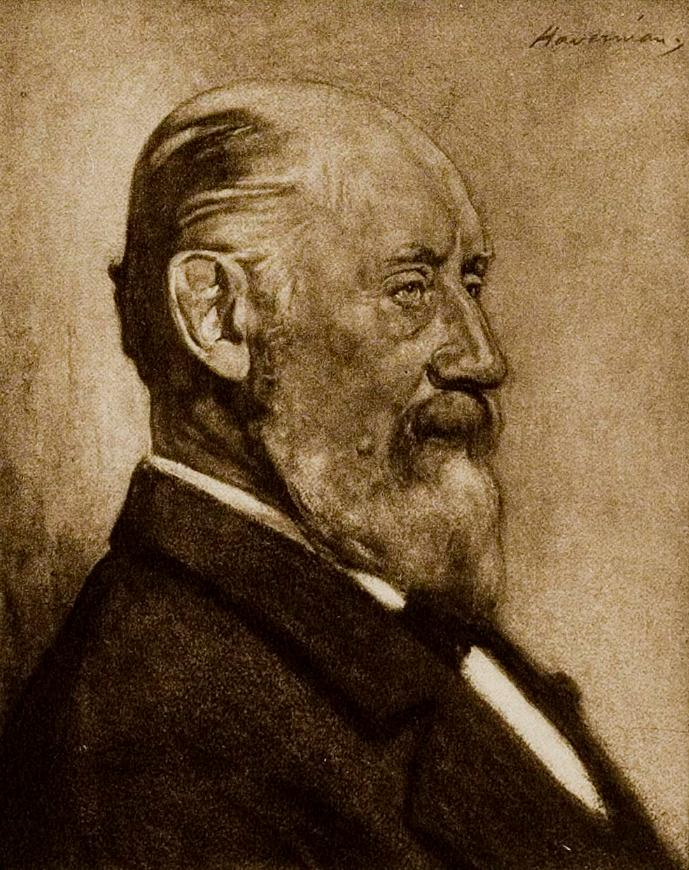
Hendrik Willem Mesdag

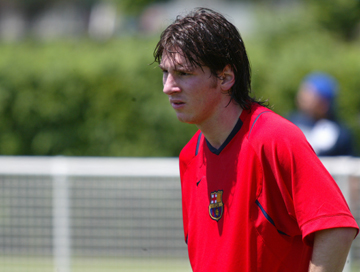
Lionel Messi

- Elly Mes (1931-2024), Nederlands kunstschilderes
- Henk Mes (1913-1995), Nederlands voetbaldoelman
- Ina Meschik (1990), Oostenrijks snowboardster
- Henri Meschonnic (1932-2009), Frans dichter, vertaler, criticus, taaltheoreticus en polemist
- Hendrik Willem Mesdag (1831-1915), Nederlands schilder
- Taco Mesdag (1829-1902), Nederlands bankier en kunstschilder
- Daniel Mesguich (1952), Algerijns-Frans acteur
- Stjephan Mesić (1934), Kroatisch president
- Felix Meskens (1906-1973), Belgisch atleet
- Marcella Mesker (1959), Nederlands tennisster
- Mikheil Meskhi (1937-1991), Georgisch voetballer
- Daniel Mesotitsch (1976), Oostenrijks biatleet
- Roxane Mesquida (1981), Frans actrice
- André Messager (1853-1929), Frans componist en dirigent
- André Messelis (1931-2022), Belgisch wielrenner
- Ivan Messelis (1958), Belgisch veldrijder
- Sergio Messen (1949-2010), Chileens voetballer
- Willy Messerschmitt (1898-1978), Duits vliegtuigontwerper en -bouwer
- Lionel Messi (1987), Argentijns voetballer
- Olivier Messiaen (1908-1992), Frans componist en organist
- Jay Messina (?), Amerikaans geluidstechnicus
- Matteo Messina Denaro (1962-2023), Italiaans maffiabaas
- Pierre Messmer (1916-2007), Frans militair, koloniaal bestuurder, politicus en premier
- Janko Messner (1921-2011), Oostenrijks-Sloveens dichter en activist
- Johnny Messner (1970), Amerikaans acteur
- Reinhold Messner (1944), Italiaans bergbeklimmer
- Zbigniew Messner (1929-2014), Pools econoom en politicus
- Mohamed Messoudi (1984), Marokkaans-Belgisch voetballer
- Henrik Mestad (1964), Noors acteur
- Georges de Mestral (1907-1990), Zwitsers ingenieur en uitvinder
- Domitien Mestré (1973), Belgisch atleet
- Guido del Mestri (1911-1993), Italiaans geestelijke
- László Mészáros (1977-2024), Hongaars voetballer

## Met

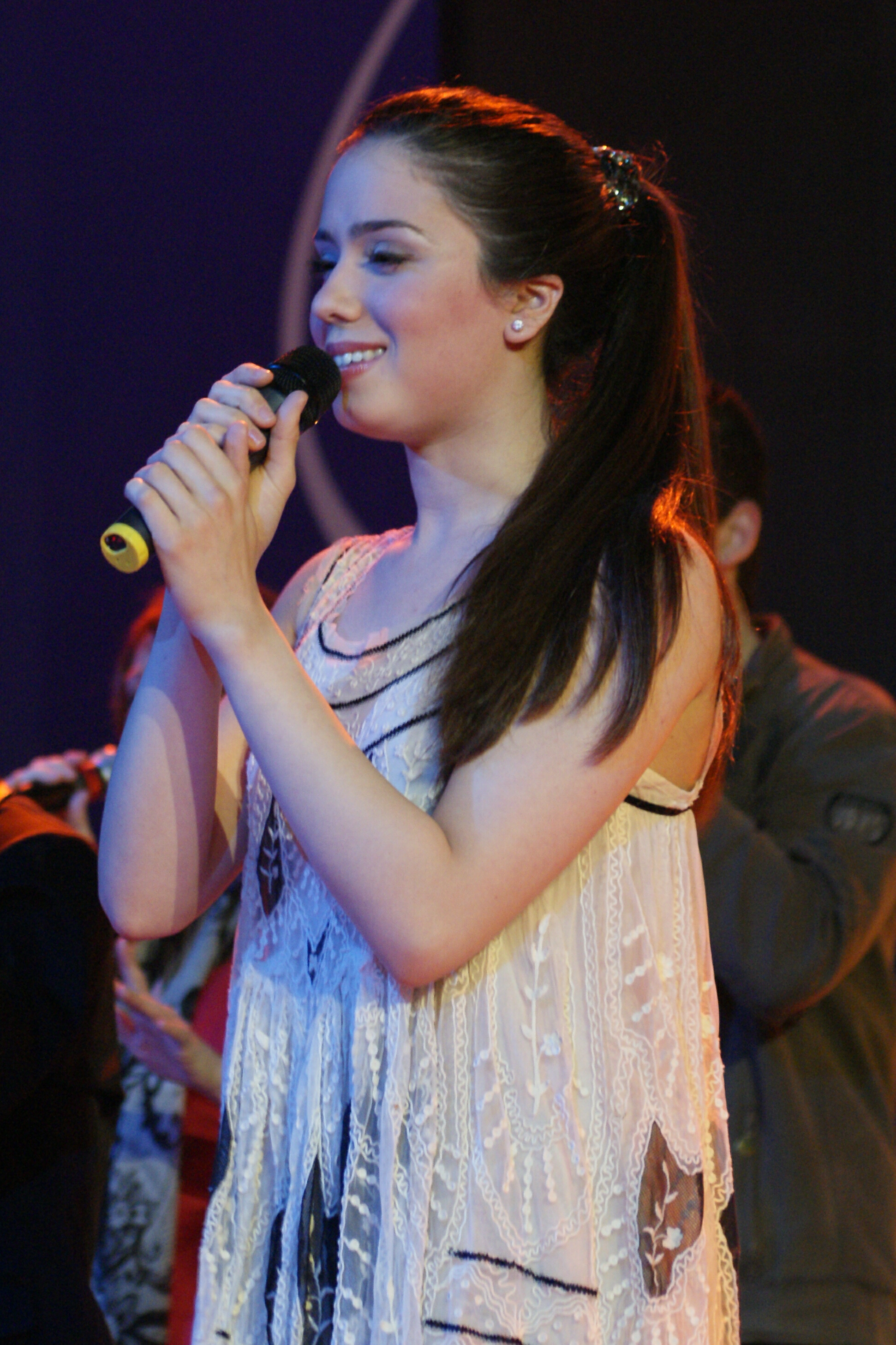
Christina Metaxa

- Yovita Meta (1955), Indonesisch modeontwerpster
- Abdel Metalsi (1994), Nederlands-Bosnisch voetballer
- Christina Metaxa (1992), Cypriotisch zangeres
- Ralph Metcalfe (1910-1978), Amerikaans atleet en politicus
- Robert Metcalfe (1946), Amerikaans ingenieur
- Fran Serafin Metelko (1779-1860), Sloveens priester en taalkundige
- Malia Metella (1982), Frans zwemster
- Mehdy Metella (1992), Frans zwemmer
- René Metge (1941-2024), Frans rallyrijder en rallyorganisator
- Edward Metgod (1959), Nederlands voetbaldoelman en voetbaltrainer
- John Metgod (1958), Nederlands voetballer en voetbaltrainer
- Semuel Metiarij (1917-2007), Zuid-Moluks-Nederlands predikant en voorman
- Piet Metman (1916-1990), Nederlands zwemmer
- Angel Metodiev Angelov, (1921-1984), Bulgaars kunstschilder en hoogleraar
- Meton (5e eeuw v.Chr.), Grieks astronoom
- Guido Metsers (1940-2024), Nederlands schilder en beeldhouwer
- Hugo Metsers (1902-1978), Vlaams kunstschilder
- Hugo Metsers II (1943), Nederlands acteur
- Hugo Metsers III (1968), Nederlands acteur
- Roberta Metsola (1979), Maltees politica
- Bruno Metsu (1954-2013), Frans voetballer en voetbaltrainer
- Gabriël Metsu (1629-1667), Nederlands kunstschilder
- Koen Metsu (1981), Belgisch politicus
- Klemens von Metternich (1773-1859), Oostenrijks politicus
- Marijke Mettes (1985), Nederlands paralympisch sportster
- Lex Metz (1913-1986), Nederlands fotograaf, tekenaar, grafisch ontwerper en illustrator
- Bruce Metzger (1914-2007), Amerikaans theoloog

## Meu

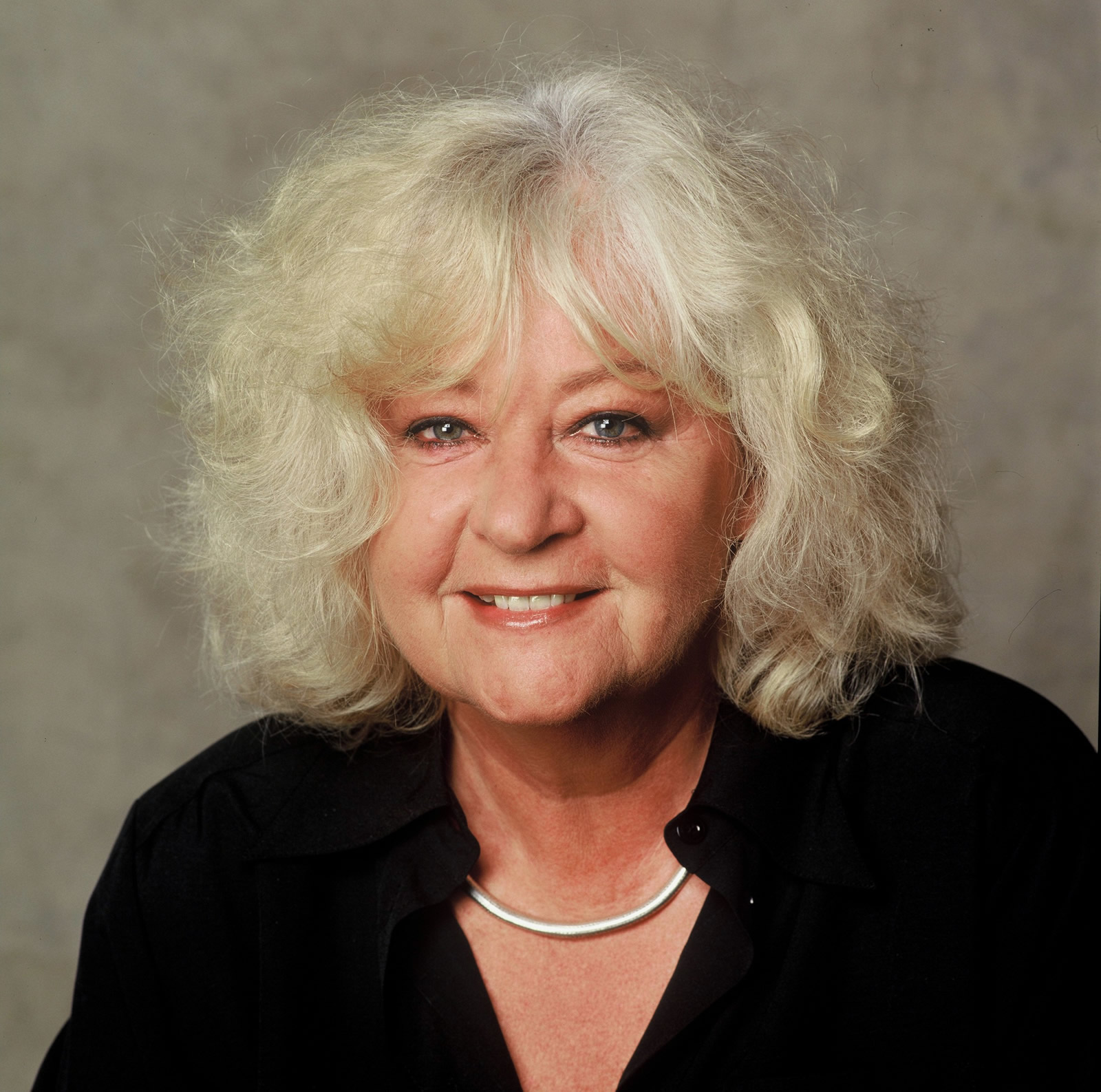
Anja Meulenbelt

- Antonio Meucci (1808-1896), Italiaans ontwerper en uitvinder
- Daniele Meucci (1985), Italiaans atleet
- Wim Meuldijk (1922-2007), Nederlands scenarioschrijver en stripauteur
- Greet Meulemeester (1969), Belgisch atlete
- Arjen van der Meulen (1987), Nederlands zwemmer
- Daniël van der Meulen (1554-1600), diplomaat en koopman
- Daniël van der Meulen (1894-1989), Nederlands diplomaat en ontdekkingsreiziger
- Gejus van der Meulen (1903-1972), Nederlands voetbaldoelman
- Harm van der Meulen (1925-2007), Nederlands (vakbonds)bestuurder en politicus
- Lennart van der Meulen (1959-2024), Nederlands omroepbestuurder
- Anja Meulenbelt (1945), Nederlands publiciste, schrijfster, feminist, vredesactiviste en politica
- Ron Meulenkamp (1988), Nederlands darter
- Joseph Meulepas of Pil (1915-2017), Belgisch cartoonist en stripauteur
- Bea Meulman (1949-2015), Nederlands actrice
- Arthur Meunier (1914-2001), Belgisch politicus
- Basile Meunier (1981), Belgisch atleet
- Charles Meunier (1903-1971), Belgisch wielrenner
- Constantin Meunier (1831-1905), Belgisch kunstenaar
- David Meunier (1973), Amerikaans acteur
- Enny Meunier (1912-1996), Nederlands actrice
- Geneviève Meunier (1959), Belgisch politica
- Georges Meunier (1925), Frans wielrenner
- Henri Meunier (1873-1922), Belgisch lithograaf, etser, illustrator, boekbinder en afficheontwerper
- Hubert Meunier (1959), Luxemburgs voetballer
- Marcel Meunier (1904-1972), Belgisch politicus
- Maurice Meunier (1925), Belgisch jazzmuzikant
- Paul Meunier (1901-1952), Belgisch politicus
- Pierre-Antoine Meunier (1989), Belgisch zwemmer
- Thomas Meunier (1991), Belgisch voetballer
- Felix Meurders (1946), Nederlands presentator
- Ad van Meurs (1953-2017), Nederlands folk- en bluesmuzikant en concertorganisator
- Yvonne Meusburger (1983), Oostenrijks tennisster
- Anne Meuwese (1980), Nederlands jurist
- Thomas Meuwissen (1966), Belgisch vioolbouwer

## Mew
- Bert Mewe (1946-2024) Nederlands burgemeester
- Joseph Mewis (1931), Belgisch worstelaar

## Mey
- Reinhard Mey (1942), Duits zanger
- Alvah Meyer (1888-1939), Amerikaans atleet
- Bruno Meyer (1914-1974), Duits militair en piloot
- Conrad Ferdinand Meyer (1825-1898), Zwitsers schrijver
- Dina Meyer (1968), Amerikaans actrice
- Elana Meyer (1966), Zuid-Afrikaans atlete
- Ewald Meyer (1930-1988), Surinaams politicus
- Hajo Meyer (1924-2014), Joods-Nederlands natuurkundige en politiek activist
- Hans Meyer (1858-1929), Duits geograaf, ontdekkingsreiziger en uitgever
- Jan De Meyer (1921-2014), Belgisch rechtsgeleerde
- Lothar Meyer (1820-1886), Duits scheikundige
- Stephenie Meyer (1973), Amerikaans kinderboekenschrijfster
- Yannick Meyer (1988), Belgisch atleet
- Giacomo Meyerbeer (1791-1864), Joods-Duits componist en dirigent
- Jo De Meyere (1939), Belgisch-Vlaams acteur
- Otto Fritz Meyerhof (1884-1951), Duits medicus, biochemicus en Nobelprijswinnaar
- Paul Meyers (1921-2011), Belgisch burgemeester van Hasselt (1963-1988) en minister
- Ulrike Meyfarth (1956), Duits atlete
- William Meynard (1987), Frans zwemmer
- Oktaaf Meyntjens (1923-2010), Belgisch politicus
- Inge Meysel (1910-2004), Duits actrice
- Harold Meyssen (1971), Belgisch voetballer

## Mez
- Jean-Claude Mézières (1938-2022), Frans stripauteur